# ズールー型潜水艦
ズールー型潜水艦（ズールーがたせんすいかん Zulu class submarine）は、ソビエト/ロシア海軍の通常動力型潜水艦。1・2・3・4・5型のサブタイプが存在する。
ズールー型の名称はNATOコードネームであり、ソ連海軍の計画名は611型潜水艦（Подводные лодки проекта 611）である。

## 開発
1947年に、ソ連三大潜水艦設計局の一角にして海洋工学研究所のルービン設計局によって開発が開始される。技術面では、ドイツ海軍のUボートXXI型の影響を受け、水中行動能力を重視して設計された。一番艦は1951年1月10日にレニングラードの海軍工廠にて竣工した。1958年までに合計で26隻が建造された。
本型は航洋型攻撃潜水艦として設計されたが、後に6隻が、P-11型ミサイル（R-11を潜水艦発射用に改造）1～2発を搭載した型式（611AV型）に改造された。これは後の、弾道ミサイル潜水艦または巡航ミサイル潜水艦の先駆的存在というべき先進的な設計であった。また1隻は、海洋科学研究用の実験潜水艦に改造された。

## 諸元
| 種類       | 航洋型潜水艦                                                      |
| 建造計画   | 第611号計画                                                       |
| NATOコード | Zulu                                                              |
| 基準排水量 | 水上1,875t、水中2,387t                                            |
| 寸法       | 全長90m、全幅7.5m、吃水5.14m                                      |
| 速力       | 水上18ノット、水中16ノット                                        |
| 可潜深度   | 200m                                                              |
| 乗組員     | 70名                                                              |
| 主機       | ディーゼル発動機3基(6000馬力)、電動機3基(5400馬力)、3軸推進       |
| 兵装       | 533mm魚雷発射管(艦首6門、艦尾4門)、魚雷22本または魚雷6本+機雷32個 |